# Harbin Grand Theatre
Das Harbin Grand Theatre oder auch Harbin Opera House (chinesisch: 哈尔滨 大 剧院; Pinyin: Hā'ěrbīn Dàjùyuàn) ist ein Zentrum für darstellende Künste in Harbin (Provinz Heilongjiang) in der Volksrepublik China. Es besitzt eine Fläche von 850.349 Quadratmetern und wurde von dem bekannten chinesischen Architekten Ma Yansong entworfen.

## Beschreibung
Das Theater befindet sich in Harbin, das von der UNESCO zu einer unter Denkmalschutz stehenden "Stadt der Musik" gewählt wurde. Hier findet jährlich das Harbin Summer Music Concert statt und in der Metropole wurde einst Chinas erstes Orchester gegründet. Das Gebäude ist das Herzstück von Harbins Kulturinsel – ein Kunstzentrum am Songhua Jiang, innerhalb der Vorstädte von Harbin gelegen.
Das Harbin Grand Theatre umfasst eine Reihe von Veranstaltungsorten. Darunter sind ein großes Theater mit 1.538 Plätzen, ein kleines Theater mit 414 Sitzen sowie öffentliche Plätze. Das Gebäude kann sowohl von zahlenden Besuchern als auch von der Öffentlichkeit erkundet werden. An der Fassade des Gebäudes gibt es geschnitzte Wege. Besucher können auf die Spitze des Gebäudes steigen, um Sehenswürdigkeiten zu besichtigen. Am großen Lobbybereich ist ein Rastplatz für Besucher und Touristen. 470 Parkplätze stehen außerhalb des Gebäudes zur Verfügung.

## Design

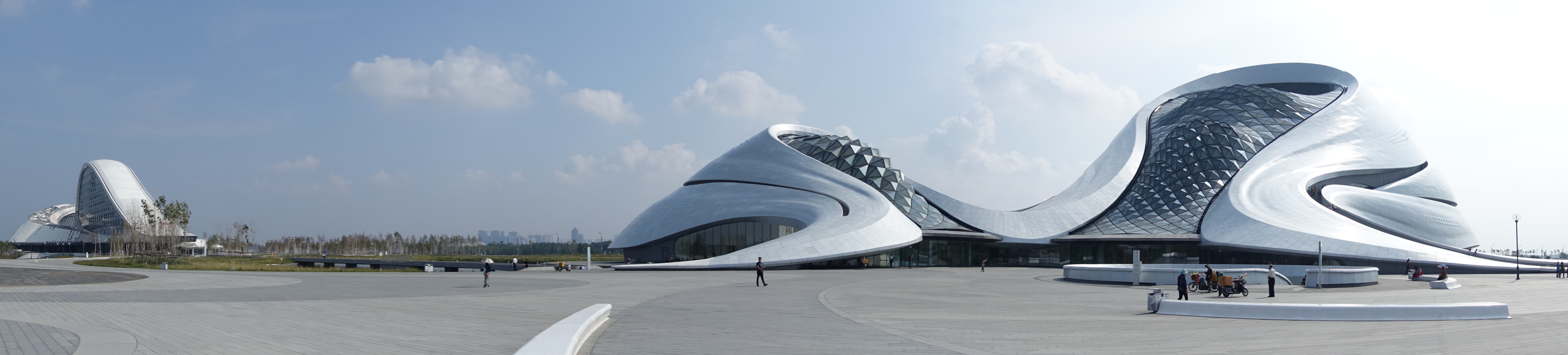
Panorama des Harbin Grand Theatre

Der Architekt Ma Yansong gibt an, dass seine schneeweiße Struktur eine beruhigende Ästhetik hat, im Gegensatz zu modernen Wahrzeichen in chinesischen Städten, die oft aufragend und imposant sind. Der Architekt betonte die Integration des Gebäudes in die Natur als Erweiterung der umliegenden Feuchtgebiete, Wasserwege und schneebedeckten Landschaften in dieser kühlen Region Chinas.
Das Gebäude wurde für eine Reihe von internationalen Architekturpreisen nominiert. Es gewann u. a. den ArchDaily Award 2016 als Gebäude des Jahres.